# دمونیز (نیومکزیکو)
دمونیز (به انگلیسی: Des Moines) یک روستا در ایالات متحده آمریکا است که در شهرستان یونیون، نیومکزیکو واقع شده‌است. دمونیز ۲٫۸ کیلومتر مربع مساحت و ۱۴۳ نفر جمعیت دارد و ۲٬۰۲۶ متر بالاتر از سطح دریا واقع شده‌است.